# Supercopa de España de Fútbol 2012
La Supercopa de España de fútbol 2012 fue la XXIX edición del torneo, correspondiente a la temporada 2012-13. Se disputó a doble partido en España los días 23 y 29 de agosto. Ésta enfrentó a los campeones de la temporada 2011-12, el F. C. Barcelona, ganador de la Copa del Rey, contra el campeón de la Primera División, el Real Madrid C. F.. Tras el cómputo global, el equipo blanco alzó su noveno título de la competición gracias al valor doble de los goles en campo contrario.

| Bandera de Cataluña | 4 - 4 | Bandera de la Comunidad de Madrid |
| F. C. Barcelona 3 1 | 4 - 4 | Real Madrid C. F. 2               |
| ------------------- | ----- | --------------------------------- |

## Previa
Es la 19.ª ocasión en la que el equipo campeón de Liga se sobrepone al campeón de Copa, y podría ser una de las últimas ediciones disputadas en España, ya que en junio de 2012 la Federación Española de Fútbol anunció un acuerdo con la empresa gestora del Estadio Nacional de Pekín, en China para celebrar en él cinco de las siguientes siete ediciones de la Supercopa, a partido único, a partir de 2013. El acuerdo, sin embargo, se encuentra en suspenso ante la oposición de los dos principales clubes españoles, el FC Barcelona y el Real Madrid.
Ambos conjuntos llegaban disputándose no solo el título, sino la supremacía entre ambos. El balance de partidos oficiales jugados entre madrileños y catalanes se encontraba igualado después de 220 partidos. En total 87 victorias para cada uno y 46 empates, y con la oportunidad para el FC Barcelona de ponerse por delante en la estadística desde hacía 81 años, desde los cuales ha sido el Real Madrid CF el dominador del balance. Oportunidad también para los blancos en su camino para recuperar el trono en el número de trofeos oficiales de España. Antes de la disputa del encuentro el F. C. Barcelona domina este aspecto con 79 títulos a 75.
En cuanto a ser la competición que habitualmente da inicio a la temporada en España, la ida de la Supercopa de la temporada futbolística 2012/13 en España. El calendario de Liga se adelantó, siendo el partido de ida de la Supercopa, el segundo de la temporada, tras la disputa de la primera jornada del Campeonato Nacional de Liga 2012/13.

## Partidos
| Real Madrid C. F. |  | Bandera de la Comunidad de Madrid |  | Campeón de la Primera División de España (2011/12) |
| F. C. Barcelona   |  | Bandera de Cataluña               |  | Campeón de la Copa del Rey de fútbol (2011-12)     |

### Ida
| 1          | POR        | Víctor Valdés     |     |
| 2          | DEF        | Daniel Alves      |     |
| 3          | DEF        | Gerard Piqué      |     |
| 14         | DEF        | Javier Mascherano |     |
| 21         | DEF        | Adriano Correa    |     |
| 6          | MED        | Xavi Hernández    | 81' |
| 16         | MED        | Sergio Busquets   |     |
| 8          | MED        | Andrés Iniesta    |     |
| 9          | DEL        | Alexis Sánchez    | 70' |
| 10         | DEL        | Lionel Messi      |     |
| 17         | DEL        | Pedro Rodríguez   | 85' |
| Entrenador | Entrenador | Tito Vilanova     |     |

| 1          | POR        | Iker Casillas     |     |
| 17         | DEF        | Álvaro Arbeloa    |     |
| 18         | DEF        | Raúl Albiol       |     |
| 4          | DEF        | Sergio Ramos      |     |
| 5          | DEF        | Fábio Coentrão    |     |
| 14         | MED        | Xabi Alonso       |     |
| 6          | MED        | Sami Khedira      |     |
| 21         | MED        | José Callejón     | 65' |
| 10         | MED        | Mesut Özil        | 79' |
| 7          | DEL        | Cristiano Ronaldo |     |
| 9          | DEL        | Karim Benzema     | 60' |
| Entrenador | Entrenador | José Mourinho     |     |

| 37 | DEL | Cristian Tello | 70' |
| 4  | MED | Cesc Fàbregas  | 81' |
| 18 | DEF | Jordi Alba     | 85' |

| 20 | DEL | Gonzalo Higuaín | 60' |
| 22 | MED | Ángel Di María  | 65' |
| 12 | MED | Marcelo Vieira  | 79' |

| Anotado         | 56' | Pedro Rodríguez | 1-1 |
| Anotado · Penal | 69' | Lionel Messi    | 2-1 |
| Anotado         | 77' | Xavi Hernández  | 3-1 |

| Anotado | 55' | Cristiano Ronaldo | 0-1 |
| Anotado | 84' | Ángel Di María    | 3-2 |

| Amonestado | 45' | Javier Mascherano |
| Amonestado | 49' | Gerard Piqué      |

| Amonestado | 11' | Xabi Alonso    |
| Amonestado | 44' | Álvaro Arbeloa |
| Amonestado | 50' | Raúl Albiol    |

| Árbitro:             | Carlos Clos Gómez            |
| Árbitros asistentes: | Jesús Calvo Guadamuro        |
| Árbitros asistentes: | Luis Fernando Marco Martínez |
| Cuarto árbitro:      | Sergio Usón Rosel            |

| 1          | POR        | Víctor Valdés     |     |
| 2          | DEF        | Daniel Alves      |     |
| 3          | DEF        | Gerard Piqué      |     |
| 14         | DEF        | Javier Mascherano |     |
| 21         | DEF        | Adriano Correa    |     |
| 6          | MED        | Xavi Hernández    | 81' |
| 16         | MED        | Sergio Busquets   |     |
| 8          | MED        | Andrés Iniesta    |     |
| 9          | DEL        | Alexis Sánchez    | 70' |
| 10         | DEL        | Lionel Messi      |     |
| 17         | DEL        | Pedro Rodríguez   | 85' |
| Entrenador | Entrenador | Tito Vilanova     |     |

| 1          | POR        | Iker Casillas     |     |
| 17         | DEF        | Álvaro Arbeloa    |     |
| 18         | DEF        | Raúl Albiol       |     |
| 4          | DEF        | Sergio Ramos      |     |
| 5          | DEF        | Fábio Coentrão    |     |
| 14         | MED        | Xabi Alonso       |     |
| 6          | MED        | Sami Khedira      |     |
| 21         | MED        | José Callejón     | 65' |
| 10         | MED        | Mesut Özil        | 79' |
| 7          | DEL        | Cristiano Ronaldo |     |
| 9          | DEL        | Karim Benzema     | 60' |
| Entrenador | Entrenador | José Mourinho     |     |

| 37 | DEL | Cristian Tello | 70' |
| 4  | MED | Cesc Fàbregas  | 81' |
| 18 | DEF | Jordi Alba     | 85' |

| 20 | DEL | Gonzalo Higuaín | 60' |
| 22 | MED | Ángel Di María  | 65' |
| 12 | MED | Marcelo Vieira  | 79' |

| Anotado         | 56' | Pedro Rodríguez | 1-1 |
| Anotado · Penal | 69' | Lionel Messi    | 2-1 |
| Anotado         | 77' | Xavi Hernández  | 3-1 |

| Anotado | 55' | Cristiano Ronaldo | 0-1 |
| Anotado | 84' | Ángel Di María    | 3-2 |

| Amonestado | 45' | Javier Mascherano |
| Amonestado | 49' | Gerard Piqué      |

| Amonestado | 11' | Xabi Alonso    |
| Amonestado | 44' | Álvaro Arbeloa |
| Amonestado | 50' | Raúl Albiol    |

| Árbitro:             | Carlos Clos Gómez            |
| Árbitros asistentes: | Jesús Calvo Guadamuro        |
| Árbitros asistentes: | Luis Fernando Marco Martínez |
| Cuarto árbitro:      | Sergio Usón Rosel            |

### Vuelta
| 1          | POR        | Iker Casillas     |     |
| 17         | DEF        | Álvaro Arbeloa    |     |
| 3          | DEF        | Pepe              |     |
| 4          | DEF        | Sergio Ramos      |     |
| 12         | DEF        | Marcelo           |     |
| 14         | MED        | Xabi Alonso       |     |
| 6          | MED        | Sami Khedira      |     |
| 22         | MED        | Ángel Di María    | 78' |
| 7          | DEL        | Cristiano Ronaldo |     |
| 10         | DEL        | Mesut Özil        | 83' |
| 20         | DEL        | Gonzalo Higuaín   | 82' |
| Entrenador | Entrenador | José Mourinho     |     |

| 1          | POR        | Víctor Valdés     |     |
| 21         | DEF        | Adriano Correa    |     |
| 14         | DEF        | Javier Mascherano |     |
| 3          | DEF        | Gerard Piqué      |     |
| 18         | DEF        | Jordi Alba        |     |
| 16         | MED        | Sergio Busquets   | 75' |
| 6          | MED        | Xavi Hernández    |     |
| 8          | MED        | Andrés Iniesta    |     |
| 9          | DEL        | Alexis Sánchez    | 32' |
| 17         | DEL        | Pedro Rodríguez   | 82' |
| 10         | DEL        | Lionel Messi      |     |
| Entrenador | Entrenador | Tito Vilanova     |     |

| 21 | MED | José Callejón | 78' |
| 9  | DEL | Karim Benzema | 82' |
| 19 | MED | Luka Modrić   | 83' |

| 19 | DEF | Martín Montoya | 32' |
| 25 | MED | Alexandre Song | 75' |
| 37 | MED | Cristian Tello | 82' |

| Anotado | 11' | Gonzalo Higuaín   | 1-0 |
| Anotado | 19' | Cristiano Ronaldo | 2-0 |

| Anotado | 45' | Lionel Messi | 2-1 |

| Amonestado | 20' | Pepe           |
| Amonestado | 38' | Álvaro Arbeloa |
| Amonestado | 63' | Sami Khedira   |
| Amonestado | 72' | Sergio Ramos   |

| Amonestado | 14' | Javier Mascherano |
| Amonestado | 50' | Gerard Piqué      |

| Expulsado | 28' | Adriano Correa |

| Árbitro:             | Antonio Miguel Mateu Lahoz |
| Árbitros asistentes: | Pau Cebrián Devis          |
| Árbitros asistentes: | Jon Núñez Fernández        |
| Cuarto árbitro:      | Vicente Gil Coscolla       |

| 1          | POR        | Iker Casillas     |     |
| 17         | DEF        | Álvaro Arbeloa    |     |
| 3          | DEF        | Pepe              |     |
| 4          | DEF        | Sergio Ramos      |     |
| 12         | DEF        | Marcelo           |     |
| 14         | MED        | Xabi Alonso       |     |
| 6          | MED        | Sami Khedira      |     |
| 22         | MED        | Ángel Di María    | 78' |
| 7          | DEL        | Cristiano Ronaldo |     |
| 10         | DEL        | Mesut Özil        | 83' |
| 20         | DEL        | Gonzalo Higuaín   | 82' |
| Entrenador | Entrenador | José Mourinho     |     |

| 1          | POR        | Víctor Valdés     |     |
| 21         | DEF        | Adriano Correa    |     |
| 14         | DEF        | Javier Mascherano |     |
| 3          | DEF        | Gerard Piqué      |     |
| 18         | DEF        | Jordi Alba        |     |
| 16         | MED        | Sergio Busquets   | 75' |
| 6          | MED        | Xavi Hernández    |     |
| 8          | MED        | Andrés Iniesta    |     |
| 9          | DEL        | Alexis Sánchez    | 32' |
| 17         | DEL        | Pedro Rodríguez   | 82' |
| 10         | DEL        | Lionel Messi      |     |
| Entrenador | Entrenador | Tito Vilanova     |     |

| 21 | MED | José Callejón | 78' |
| 9  | DEL | Karim Benzema | 82' |
| 19 | MED | Luka Modrić   | 83' |

| 19 | DEF | Martín Montoya | 32' |
| 25 | MED | Alexandre Song | 75' |
| 37 | MED | Cristian Tello | 82' |

| Anotado | 11' | Gonzalo Higuaín   | 1-0 |
| Anotado | 19' | Cristiano Ronaldo | 2-0 |

| Anotado | 45' | Lionel Messi | 2-1 |

| Amonestado | 20' | Pepe           |
| Amonestado | 38' | Álvaro Arbeloa |
| Amonestado | 63' | Sami Khedira   |
| Amonestado | 72' | Sergio Ramos   |

| Amonestado | 14' | Javier Mascherano |
| Amonestado | 50' | Gerard Piqué      |

| Expulsado | 28' | Adriano Correa |

| Árbitro:             | Antonio Miguel Mateu Lahoz |
| Árbitros asistentes: | Pau Cebrián Devis          |
| Árbitros asistentes: | Jon Núñez Fernández        |
| Cuarto árbitro:      | Vicente Gil Coscolla       |

| Campeón Supercopa de España 2012 |
| -------------------------------- |
| Real Madrid C. F. 9º Título      |

| Predecesor: Supercopa de España 2011 | Supercopa de España 2012 (9.º título) | Sucesor: Supercopa de España 2013 |

## Filmografía
- Deportes TVE, «Video resumen del partido de ida (TVE)» en rtve.es
- Deportes TVE, «Video resumen del partido de vuelta (TVE)» en rtve.es